# Den hand som blev naglad
Den hand som blev naglad är en sång från 1905 med text av Hattie H Pierson och musik av Daniel Brink Towner. Melodin används även till sången Med bävande hjärta jag söker dig.

## Publicerad i
- Frälsningsarméns sångbok 1929 som nr 1 under rubriken "Frälsningen i Kristus".
- Musik till Frälsningsarméns sångbok 1930 som nr 1
- Frälsningsarméns sångbok 1968 som nr 6 under rubriken "Frälsning".
- Frälsningsarméns sångbok 1990 som nr 328 under rubriken "Frälsning".